# Ibrahim Hassan Addow
 Ibrahim Hassan Addow ( - Mogadishu, 3 december 2009) was een Somalisch politicus. Hij was minister van hoger onderwijs van Somalië in de overgangsregering. Addow kwam samen met zeventien anderen om bij een zelfmoordaanslag tijdens een diploma-uitreiking aan enkele tientallen universiteitsstudenten in een hotel in Mogadishu.